# Ослава
Ослава (чеш. Oslava) — река в Центральной Европе, протекает по территории Чехии (Высочина и Южноморавский край). Левый приток Йиглавы. Длина 99 км, площадь водосборного бассейна 867 км².

## География и гидрография
Река берёт начало в северной части Чешско-Моравской возвышенности, в 4 км к юго-западу от Ждяра-над-Сазавоу (южная оконечность охраняемой природной территории Ждярская возвышенность), у Матеёвского пруда, на высоте 567 м над уровнем моря. Первоначально течёт на юг через Матеёвский и Веселский пруды, после чего поворачивает на восток. Снова поворачивает на юг у Сазомина, протекает через водохранилище Мостиште и город Вельке-Мезиржичи, за которым меняет направление на юго-восточное. У деревни Курослепы поворачивает на восток. Впадает слева в Йиглаву у Иванчице на высоте 204,5 м над уровнем моря. Общая длина составляет 99,2 км.
Площадь водосборного бассейна — 867 км². В пределах водосборного бассейна располагаются 164 водных объекта площадью более 1 га каждый. Общая площадь водных объектов 960,3 га, крупнейшие — водохранилище Мостиште (88 га) и Веселский пруд (80,8 га). Важнейший приток Ославы — Балинка (длина 31,1 км). Среднегодовой расход воды в районе устья 3,47 м³/с.

## Хозяйственное значение
На реке размещены 13 ГЭС общей мощностью 0,71 МВт, в том числе ГЭС Пржеграда-Мостиште — 0,375 МВт.